# Reebal Dahamshi
Reebal Fahed Adel Dahamshi (tiếng Ả Rập: ريبال فهد عدل الدهامشة, tiếng Hebrew: ריבאל פהד עדל דהאמשה; sinh ngày 8 tháng 6 năm 2002) là một cầu thủ bóng đá hiện tại đang thi đấu ở vị trí tiền vệ cho câu lạc bộ Hapoel Bnei Zalafa. Anh sinh ra tại Israel, nhưng đại diện cho Đội tuyển bóng đá quốc gia Palestine tại đấu trường quốc tế.

## Thống kê sự nghiệp

### Quốc tế
Tính đến 8 tháng 6 năm 2022.
| Đội tuyển quốc gia | Năm       | Trận | Bàn thắng |
| ------------------ | --------- | ---- | --------- |
| Palestine          | 2020      | 3    | 0         |
| Palestine          | 2021      | 3    | 0         |
| Tổng cộng          | Tổng cộng | 6    | 0         |